# Havasupai (språk)

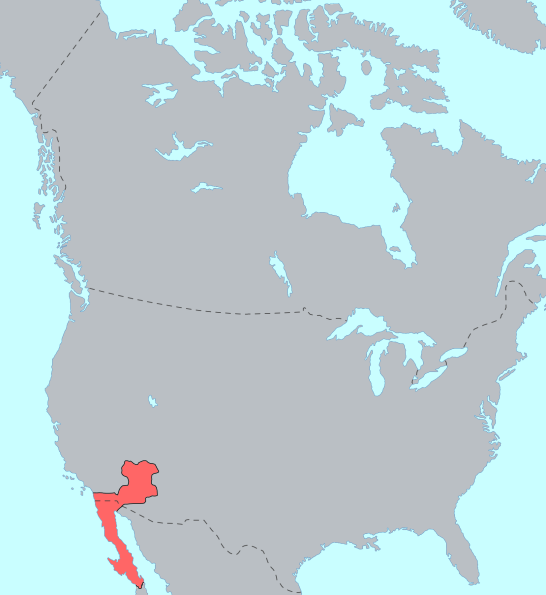
Yuman-Cochimi ursprungliga utbredningsområde.

Havasupai är en dialekt av ursprungsspråket Havasupao-Hualapai, som talas av Havasupaifolket i nordvästra Arizona i USA. Det ingår i språkfamiljen Pai tillsammans med Yavapai och Hualapai. Den senare dialekten är särskilt livskraftigt eftersom den används i grundskolan och högskolan.

## Etymologi
Havasu betyder ”blågrönt vatten” och Pai är den språkgrupp som Havasupai ingår i.

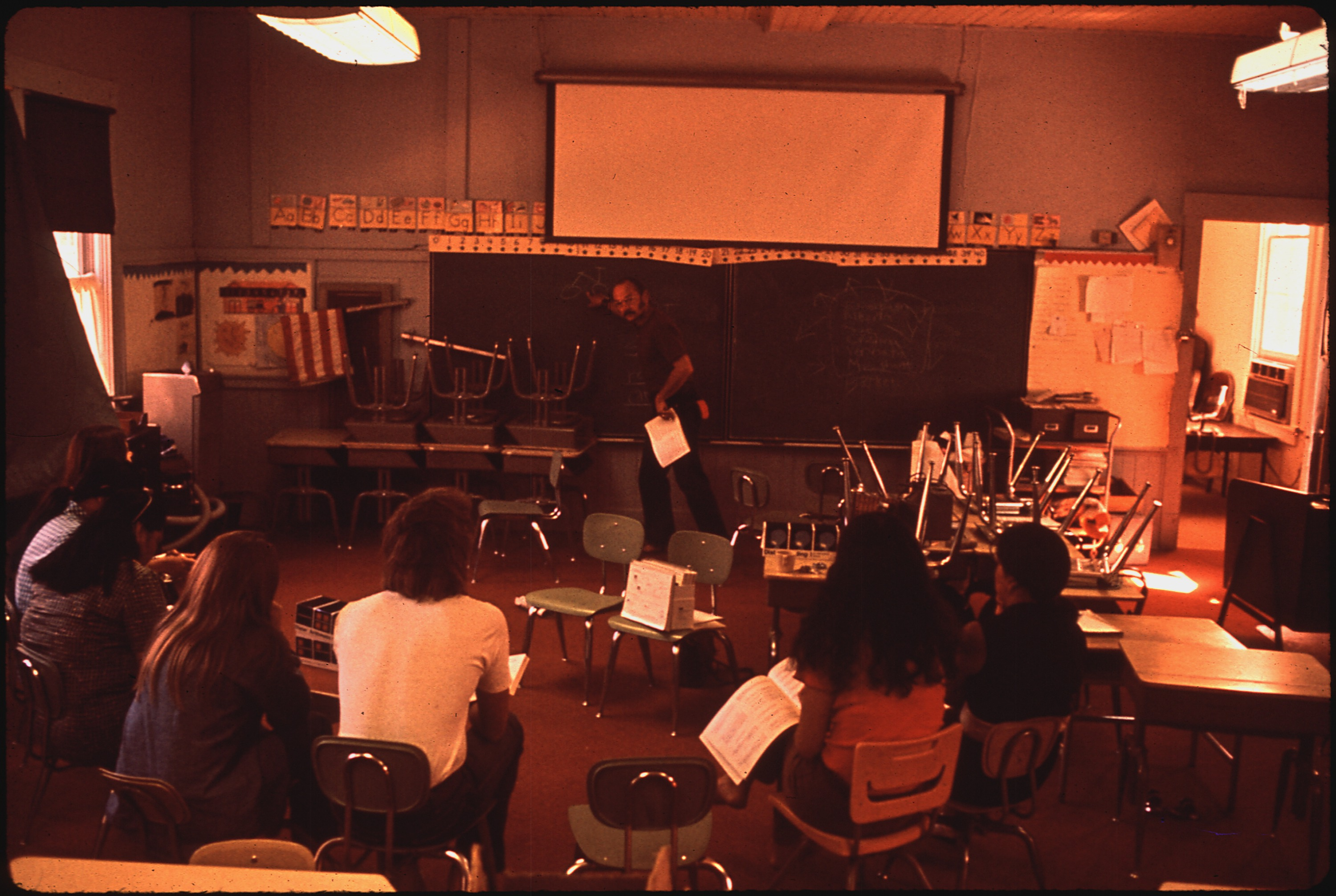
Havasupai språkkurs.

## Havasupai dialekt
Denna dialekt talas av mindre än 450 personer i Havasupai-reservatet i Grand Canyon och är det första språket för alla. Byn Supai är centrum i reservatet och ligger vid en turkosfärgad biflod till Coloradofloden. Havasupaifolket har levt här i 700 år och är ättlingar till Anasazikulturen.